# WASP-2b
WASP-2b є позасонячною планетою, що обертається навколо зорі WASP-2, розташованої за 470 світлових років від Землі у напрямку сузір'я Дельфіна. Її було відкрито використовуючи метод транзиту, а згодом з аналізу варіацій значення променевої швидкості у деяких спектральних лініях зорі WASP-2 було доведено, що дана зоря має поблизу планету WASP-2b. Вирахувані маса та радіус планети свідчать про те, що вона є газовим гігантом з хімічним складом елементів схожим дото того, що ми спостерігаємо у Юпітера. На відміну від Юпітера, WASP-2b розташована дуже близько до своєї зорі й тому належить до класу планет відомих як гарячі Юпітери. За результатами досліджень проведених у 2008р науковці виявили, що WASP-2 є системою з подвійною зорею. Це дозволило більш точно обрахувати фізичні параметри та параметри орбіти зорі та її планети.